# Битка за Травник (1993)
Битка за Травник (хрватски : Битка за Травник) је била битка између Хрватског вијећа обране (ХВО) и Армије Републике Босне и Херцеговине (АРБиХ).

## Позадина
У Босни и Херцеговини су 18. новембра 1990. одржани први вишестраначки парламентарни избори, а други круг је одржан 25. новембра. Они су резултирали националном скупштином у којој су доминирале три етнички засноване странке, које су формирале лабаву коалицију како би збациле комунисте са власти. Убрзо је дошло до значајног подела по питању да ли остати при југословенској федерацији (која је у великој мери фаворизована међу Србима) или тражити независност (већином фаворизована међу Бошњацима и Хрватима).
Срби су успоставили План РАМ-а, који су израдили Управа државне безбедности (СДБ или СДС) и група одабраних српских официра Југословенске народне армије (ЈНА) са циљем организовања Срба ван Србије, учвршћивања контроле над новонасталом СДП-ом и предлагања оружја и муниције. Узбуњена, влада Босне и Херцеговине је 15. октобра 1991. прогласила независност од Југославије, након чега су босански Срби основали Народну скупштину Србије. Избио је рат између Херцег-Босне, коју је подржавала Хрватска, и Републике Босне и Херцеговине, уз подршку босанских муџахедина и Хрватских одбрамбених снага. Трајао је од 18. октобра 1992. до 23. фебруара 1994. и често се сматра „ратом у рату“ јер је био део много већег босанског рата. Борбе су се убрзо прошириле на средишњу Босну, а убрзо и на Херцеговину, гдје ће се највећи дио борби одвијати у тим крајевима.
Између 1992. и 1993. десиће се многи масакри и убиства, као што су етничко чишћење у Лашванској долини, масакр у Трусини, масакр у Ахмићима, убиства у Совићима и Дољанима, масакр у Витезу, масакр у Мокроноги, у Уздолу, у Грабовици, у Ступном Долу, убиства у Крижанчевом селу и масакр у Зеници. Битке, операције и опсаде су такође биле честе у том периоду, као што су битке код Жепча, Бугојна, опсада Мостара и операција Неретва '93.

## Битка
АРБиХ је аутобусима превозила војнике на подручје Травника на начин да их ХВО не би уочио. Када су уочени, из АРБиХ су тврдили да је ријеч о замјенским снагама, али је уочено да аутобуси иду празни. Јединице су скривали у муслиманским селима или у мањим групама по кућама у хрватским селима. У априлу је број достигао осам до десет хиљада људи. Њима је командовао Мехмед Алагић, а јединице су се звале Оперативна група босанске регије Трећег корпуса АРБиХ, касније преименована у 7. корпус. Почетком априла муслимани су довели више снага. Пред агресију на Хрвате, 5. јуна, довукли су још осам стотина војника. До тада су хрватске снаге биле развучене на линијама према Србима, држећи две трећине линије фронта, иако их је било вишеструко мање од муслиманских. АРБиХ је контролисала Травник, а ХВО је имао сједиште и неколико других локација у Травнику. Командант 3. корпуса АРБиХ Енвер Хаџихасановић рекао је 6. јуна команданту УНПРОФОР- а да су грађански рат и војна акција њихово једино рјешење. Напад је уследио истог дана. ХВО је био бројчано надмоћнији, а Хаџихасановић није могао водити одбрамбене борбе од куће до куће. Није било могућности довођења појачања, помоћи или залиха. Борбе су трајале неколико дана. Командно мјесто ХВО Звијезде у Травнику је опколила АРБиХ. Остале бригаде су напале према Гучој Гори, Покрајчићима иу позадини ХВО, који је држао положаје према Србима. Жестоки напад изведен је 8. јуна у којем су погинула 24 војника ХВО-а и 68 хрватских цивила. ХВО се морао предати или је гурнут преко линије разграничења са Србима. За онима који су пробили српске линије ишла је колона хрватских цивила. Тог дана су снаге АРБиХ починиле масовне ратне злочине на Чукли, гдје су убиле 21 особу и Крпељићима, убивши 7 особа. Они су 8. јуна из муслиманске јединице протерали двадесет хиљада Хрвата. 10. јуна, трупама АРБиХ је наређено да зауставе своје напредовање.

## Српска улога
На подручју Галице на Влашићу српске снаге починиле су ратне злочине над заробљеним војницима ХВО-а 15. маја 1992. године. Касније је постојао пункт гдје су се српско оружје и муниција испоручивали АРБиХ за петродоларе. Након јуна 1993. године и опште агресије АРБиХ на хрватска подручја средње Босне, Галица је утихнула и из ње није испаљен ниједан метак.

## Последице
ХВО је 16. јуна 1993. године издао проглас о општој мобилизацији јавности због учесталих напада снага АРБиХ на подручју Херцег-Босне. Кроз 22 логора под АРБиХ прошло је 1759 хрватских заробљеника, док су у борбама погинула 572 војника ХВО-а, а убијено је 114 цивила, 32 хрватска села су спаљена до темеља. Да би сакрио злочине почињене двије године након пада Травника, Енвер Хаџихасановић забранио је међународним организацијама и камерама улазак у 32 спаљена хрватска села у Травнику. Осим што су убијали хрватске цивиле, убијали су и српске цивиле. Срби који су остали предали су оружје ХВО-у и исказали лојалност ХВО-у. У замјену за заробљена четири припадника јединице Ел Муџахид, египатски муџахедини су одвели групу травничких цивила и одвели их у логор муџахедина у селу Орашац, гдје су их мучили, злостављали и нанијели тешке тјелесне повреде. Списак особа за киднаповање добио је од Халида Гењце, тадашњег предсједника травничког одбора СДА. Битка код Травника била је једна од најгорих битака за Херцег-Босну од како сукоби трају, произилази из докумената Оперативне зоне ХВО-а Средња Босна. Заповједник витешке бригаде ХВО-а Марио Черкез апелирао је да је "Травник босански Вуковар", док су стожери ХВО-а, интелектуалци средње Босне и католичка црква за три дана упутили више од 50 апела, молби и позива у помоћ средњој Босни.